# Payne (Ohio)
Payne è un villaggio degli Stati Uniti d'America, situato nello stato dell'Ohio, nella contea di Paulding.